# Феничанско писмо
Феничанско или феничко писмо, било је писмо којим су се служили стари Феничани и настало је крајем другог миленијума пре нове ере. То је алфабет абџадског типа, који се састоји од само 22 сугласничка слова, остављајући имплицитне самогласнике, мада извесни касни варијетети користе matres lectionis за део самогласника. Он је коришћен за писање феничанских, северно семитских језика, које сеу користиле античке цивилизације Феникије у данашњој Сирији, Либану, и северном Израелу. На основу овог писма настало је грчко, арамејско, хебрејско и арапско писмо.
Феничански алфабет је изведен из египатских хијероглифа. Он је постао један од најшире коришћених система писања, који су феничански трговци раширили по медитеранском свету, где су га адаптирале и модификовале многе друге културе. Палеохебрејски алфабет је локална варијанта феничанског, као што је и арамејски алфабет, претходник модерног арапског. Савремено хебрејско писмо је стилска варијанта арамејског. Грчки алфабет (са својим потомцима латинским, ћириличним, рунским, и коптским писмом) исто тако је изведен из феничанског алфабета.
Феничанско писмо је пронађено на већем броју археолошких налазишта на Медитерану где су Феничани имали своје колоније, као у Библосу (Либан) и Картагини (Тунис). Првобитно, сва слова су била урезивана у камен, већина их је била попречна и усправна, као и ознаке у рунама. Феничани су писали здесна налево, али понекад и слева надесно као и у баустрофедону, где су редови текста наизменично писани здесна налево и слева надесно. Нека слова су писана на различите начине, као нпр. слово тав које се писало као „+“ али и као „х“.

## Писмо
| Знак   | Unicode | Име    | Значење         | Транслитерација | Одговарајући знак у | Одговарајући знак у | Одговарајући знак у | Одговарајући знак у          | Одговарајући знак у |
| Знак   | Unicode | Име    | Значење         | Транслитерација | хебрејском          | арапском            | грчком              | латиници                     | ћирилици            |
| ------ | ------- | ------ | --------------- | --------------- | ------------------- | ------------------- | ------------------- | ---------------------------- | ------------------- |
| Aleph  | 𐤀       | ʼāleph | во              | ʼ               | א                   | ﺍ                   | Α, α                | A, a                         | А, а                |
| Beth   | 𐤁       | bēth   | кућа            | b               | ב                   | ﺏ                   | Β, β                | B, b                         | Б, б, В, в          |
| Gimel  | 𐤂       | gīmel  | камила          | g               | ג                   | ﺝ                   | Γ, γ                | C, c, G, g                   | Г, г                |
| Daleth | 𐤃       | dāleth | врата           | d               | ד                   | ﺩ، ذ                | Δ, δ                | D, d                         | Д, д                |
| He     | 𐤄       | hē     | прозор          | h               | ה                   | ﮬ                   | Ε, ε                | E, e                         | Е, е, Є, є          |
| Waw    | 𐤅       | wāw    | удица           | w               | ו                   | ﻭ                   | (Ϝ, ϝ), Υ, υ        | F, f, U, u, V, v, W, w, Y, y | У, у                |
| Zayin  | 𐤆       | zayin  | оружје          | z               | ז                   | ﺯ                   | Ζ, ζ                | Z, z                         | З, з                |
| Heth   | 𐤇       | ḥēth   | ограда          | ḥ               | ח                   | ﺡ، خ                | Η, η                | H, h                         | И, и, Й, й          |
| Teth   | 𐤈       | ṭēth   | коло            | ṭ               | ט                   | ﻁ، ظ                | Θ, θ                |                              |                     |
| Yodh   | 𐤉       | yōdh   | рука            | y               | י                   | ﻱ، ى                | Ι, ι                | I, i, J, j                   | І, і, Ї, ї, Ј, ј    |
| Kaph   | 𐤊       | kaph   | длан            | k               | כ                   | ﻙ                   | Κ, κ                | K, k                         | К, к                |
| Lamedh | 𐤋       | lāmedh | палица          | l               | ל                   | ﻝ                   | Λ, λ                | L, l                         | Л, л                |
| Mem    | 𐤌       | mēm    | вода            | m               | מ                   | ﻡ                   | Μ, μ                | M, m                         | М, м                |
| Nun    | 𐤍       | nun    | риба            | n               | נ                   | ﻥ                   | Ν, ν                | N, n                         | Н, н                |
| Samekh | 𐤎       | sāmekh | степеник        | s               | ס                   |                     | Ξ,ξ, Χ, χ           | X, x                         | Х, х                |
| Ayin   | 𐤏       | ʼayin  | око             | ʼ               | ע                   | ﻉ، غ                | Ο, ο                | O, o                         | О, о                |
| Pe     | 𐤐       | pē     | уста            | p               | פ                   | ﻑ                   | Π, π                | P, p                         | П, п                |
| Sade   | 𐤑       | ṣādē   | папирус (биљка) | ṣ               | צ                   | ﺹ، ض                | (Ϡ, ϡ)              |                              | Ц, ц, Ч, ч          |
| Qoph   | 𐤒       | qōph   | иглено ухо      | q               | ק                   | ﻕ                   | (Ϙ, ϙ)              | Q, q                         |                     |
| Res    | 𐤓       | rēš    | глава           | r               | ר                   | ﺭ                   | Ρ, ρ                | R, r                         | Р, р                |
| Sin    | 𐤔       | šin    | зуб             | š               | ש                   | س، ش                | Σ, (ϲ), σ, ς        | S, s                         | С, с, Ш, ш          |
| Taw    | 𐤕       | tāw    | знак            | t               | ת                   | ﺕ، ث                | Τ, τ                | T, t                         | Т, т                |